# Mjölby
Mjölby – miasto w Szwecji, w regionie Östergötland, ośrodek administracyjny gminy Mjölby.
Według danych Szwedzkiego Urzędu Statystycznego liczba ludności wyniosła: 12 858 (31 grudnia 2015), 13 596 (31 grudnia 2018) i 13 914 (31 grudnia 2019).
Ważny węzeł kolejowy na trasie łączącej Sztokholm z południem Szwecji. W Mjölby znajdują się szkoły zawodowe kształcące złotników oraz techników kolejnictwa.